# Wola Duchacka (gmina)
Wola Duchacka – dawna gmina wiejska istniejąca w latach 1934–1941 w woj. krakowskim (dzisiejsze woj. małopolskie). Siedzibą władz gminy była Wola Duchacka (obecnie część dzielnicy Podgórze Duchackie w Krakowie).
Gmina zbiorowa Wola Duchacka została utworzona 1 sierpnia 1934 roku w powiecie krakowskim w woj. krakowskim z dotychczasowej jednostkowej gminy wiejskiej Wola Duchacka. Składała się z jednej miejscowości, przez co nie została podzielona na gromady.
1 czerwca 1941, podczas okupacji hitlerowskiej, gmina została zniesiona,  wchodząc w skład Krakowa; włączenie do Krakowa administracja polska zatwierdziła dopiero 18 stycznia 1948, z mocą obowiązującą wstecz od 18 stycznia 1945.